# Marysinek (Budy-Matusy)
Marysinek – przysiółek część wsi Budy-Matusy położony w Polsce, w województwie mazowieckim, w powiecie mławskim, w gminie Radzanów.
W latach 1975–1998 miejscowość administracyjnie należała do województwa ciechanowskiego.